# アンドリュー・ベンソン
アンドリュー・アルム・ベンソン（Andrew Alm Benson、1917年9月24日 - 2015年1月16日）は、アメリカ合衆国の生物学者。学位はPh.D.（カリフォルニア工科大学・1942年）。
カリフォルニア大学サンディエゴ校教授などを歴任した。

## 概要
植物の炭素循環の研究で知られている。1989年に退職するまでカリフォルニア大学サンディエゴ校の生物学の教授だった。

## 若齢期と教育
1917年9月24日、カリフォルニア州モデストでスウェーデンの移民の医師の息子として生まれた。カリフォルニア大学バークレー校でルイス・ウォルター・アルヴァレズから光学を学び、グレン・シーボーグの化学研究所で研究し、学士号、修士号を取得した。1942年にカリフォルニア工科大学でPh.D.を取得した。カリフォルニア工科大学ではカール・ニーマンの下で研究し、チロキシンのフッ素化に関する実験を行った。また彼は、第二次世界大戦において良心的兵役拒否をしたが、この政治的立場が、卒業後にバークレーに戻ったときに彼に困難をもたらした。

## 卒業後の業績
ベンソンは1942年7月に専任講師としてバークレーに戻った。1946年5月、メルヴィン・カルヴィンの研究グループに参加するように招かれた。カルヴィンはバークレーの旧放射線実験室で光合成の研究グループを立ち上げたところだった。1951年から1952年まで、フルブライト奨学金でノルウェー農業大学に留学し、1954年にペンシルベニア州立大学で教員の職を得た。1962年にカリフォルニア大学ロサンゼルス校からカリフォルニア大学サンディエゴ校に移った。

## 研究
1946年から1953年にかけて行われた研究で、メルヴィン・カルヴィン、ジェームズ・バッシャムとともに、ベンソンは植物の炭素固定の経路（光合成的炭素還元回路、PCR回路）を解明した。炭素還元回路は一般に「カルヴィン回路」と呼ばれており、ベンソンとバッシャムの業績が評価されていない。多くの科学者は、「カルヴィン・ベンソン回路」「ベンソン・カルヴィン回路」「カルヴィン・ベンソン・バッシャム(CCB)回路」と呼んでいる。2002年のPlant Biology Annual Reviewの論文で、ベンソンは自身の人生と業績について詳細な回顧録を提供した。
植物における光合成の研究によりカルヴィンは1961年のノーベル化学賞を受賞したが、共同研究者のベンソンとバッシャムが受賞対象になっておらず、論争となった。ノーベル賞の受賞から30年後、カルヴィンは"Following the trail of light"（光の軌跡に従って）という自叙伝を出版したが、そこではベンソンについて言及されていない。

## 賞と栄誉
ベンソンは、1972年に米国科学アカデミーに、1981年にアメリカ芸術科学アカデミーに、1984年にノルウェー科学アカデミーに選出された。1962年、アメリカ合衆国エネルギー省は彼に、放射性同位体を用いた炭素循環の研究に対してアーネスト・ローレンス賞を授与した。彼はまた、炭素循環の生成物としてリブロースを発見したことで、1950年に砂糖研究財団賞を、1972年にアメリカ植物生物学会のスティーブン・ヘレス賞を受賞した。2007年、彼の90歳の誕生日を祝ってPhotosynthesis Researchの特別号が発刊された。

## 門下生
生物学者の丸尾文治は1956年8月から1958年6月にかけてペンシルベニア州立大学に留学しており、その際にベンソンから直接指導を受けている。